# アトランティス7つの海底都市
『アトランティス7つの海底都市』（アトランティスななつのかいていとし、Warlords of Atlantis）は、ケヴィン・コナーが監督した1978年のイギリス映画。
遥かな過去に火星から飛来した小惑星が大西洋に沈み、アトランティスはその小惑星内部に存在する火星人の都市という設定になっている。
他のケヴィン・コナー監督作品同様、巨大生物が出てくるが、他作品と違って恐竜はほとんど出てこず、全てオリジナルの怪獣である。怪獣は小惑星に住んでいた小動物が地球に飛来した際に巨大化したという設定。
主な出演者はケヴィン・コナー作品の常連であるダグ・マクルーアと、『雨に唄えば』に出演したシド・チャリシー。

## あらすじ
アトランティス探索のため、大西洋に海中探検に来た一行が、水中に棲む怪獣に襲われ、海中に存在するアトランティスに連れて来られる。

## キャスト
| 役名                 | 俳優                       | 日本語吹替                    |
| 役名                 | 俳優                       | テレビ朝日版                  |
| -------------------- | -------------------------- | ----------------------------- |
| グレッグ・コリンソン | ダグ・マクルーア           | 広川太一郎                    |
| チャールズ           | ピーター・ギルモア         | 柴田侊彦                      |
| ダニエルズ船長       | シェーン・リマー           | 小林修                        |
| デルフィーヌ         | リー・ブロディ             | 松金よね子                    |
| アトミール           | マイケル・ゴザード         | 家弓家正                      |
| アトキン教授         | ドナルド・ビセット         | 浮田左武郎                    |
| アトシル             | シド・チャリシー           | 小原乃梨子                    |
| アトラクソン         | ダニエル・マッセイ         | 川久保潔                      |
| グローガン           | ハル・ガリーリ             | 雨森雅司                      |
| フィン               | ジョン・ラッツェンバーガー | 藤城裕士                      |
| ジャッコ             | デリー・パワー             | 上田敏也                      |
| ブリッグス           | ロバート・ブラウン         | 藤本譲                        |
| サンディ             | アシュレイ・ナイト         | 水島裕                        |
|                      |                            |                               |
| 演出                 | 演出                       | 佐藤敏夫                      |
| 翻訳                 | 翻訳                       | 宇津木道子                    |
| 効果                 | 効果                       | 芦田公雄                      |
| 調整                 | 調整                       | 前田仁信                      |
| 制作                 | 制作                       | 東北新社                      |
| 解説                 | 解説                       | 淀川長治                      |
| 初回放送             | 初回放送                   | 1981年8月9日 『日曜洋画劇場』 |

※スティングレイより発売のDVDに日本語吹替収録